# Campionato centramericano COCABA maschile di pallacanestro 2015
Il 7º Campionato dell'America Centrale Maschile di Pallacanestro FIBA (noto anche come FIBA COCABA Championship 2015) si è svolto dal 16 al 20 settembre 2015 a San José in Costa Rica. Il torneo è stato vinto dalla nazionale panamense.
I FIBA COCABA Championship sono una manifestazione contesa dalle squadre nazionali del Centro America, organizzata dalla COCABA (Confederazione America Centrale), nell'ambito della FIBA Americas.

## Squadre partecipanti
- Belize (ritirato)
- Costa Rica
- Guatemala
- El Salvador
- Honduras
- Messico
- Nicaragua
- Panama

## Classifica finale
| Pos | Squadra     | V-P | Rosa |
| --- | ----------- | --- | --- |
|     | Panama      | 4-0 | Panama4 Muñoz, 5 Gaskins, 6 Waithe, 8 King, 9 Grant, 10 Ayarza, 11 Johnson, 12 Brown, 13 Gotti, 14 Lloreda, 15 Garcés, All. David Rosario                               |
|     | Costa Rica  | 4-1 | Costa Rica4 Conejo, 5 Chavarría, 6 Umaña, 7 Sánchez, 8 Simmons, 9 Letford, 10 Quesada, 11 Davis, 12 Martínez, 13 Wilson, 14 Castrillo, 15 Anderson, All. Jorge Arguello |
|     | Nicaragua   | 2-2 | Template:Nicaragua di pallacanestro ai campionati centramericani COCABA 2015                                                                                            |
| 4   | Messico     | 2-3 | Template:Messico di pallacanestro ai campionati centramericani COCABA 2015                                                                                              |
| 5   | Honduras    | 2-2 | Template:Honduras di pallacanestro ai campionati centramericani COCABA 2015                                                                                             |
| 6   | El Salvador | 1-3 | Template:El Salvador di pallacanestro ai campionati centramericani COCABA 2015                                                                                          |
| 7   | Guatemala   | 0-4 | Template:Guatemala di pallacanestro ai campionati centramericani COCABA 2015                                                                                            |